# العلاقات البليزية الكونغوية
العلاقات البليزية الكونغولية هي العلاقات الثنائية التي تجمع بين بليز وجمهورية الكونغو.

## مقارنة بين البلدين
هذه مقارنة عامة ومرجعية للدولتين:
| وجه المقارنة                                              | بليز         | [[تصنيف:صفحات تستخدم رمز علم غير موجود\|]] جمهورية الكونغو |
| --------------------------------------------------------- | ------------ | ---------------------------------------------------------- |
| المساحة (كم2)                                             | 22.97 ألف    | 342.00 ألف                                                 |
| عدد السكان (نسمة)                                         | 374.68 ألف   | 5.26 مليون                                                 |
| الكثافة السكانية (ن./كم²)                                 | 16.31        | 15.38                                                      |
| العاصمة                                                   | بلموبان      | برازافيل                                                   |
| اللغة الرسمية                                             | لغة إنجليزية | لغة فرنسية                                                 |
| العملة                                                    | دولار بليزي  | فرنك وسط أفريقي                                            |
| الناتج المحلي الإجمالي (بليون دولار)                      | 1.84 مليار   | 8.72 مليار                                                 |
| الناتج المحلي الإجمالي (تعادل القوة الشرائية) بليون دولار | 3.05 مليار   | 29.48 مليار                                                |
| الناتج المحلي الإجمالي الاسمي للفرد دولار أمريكي          | 4.88 ألف     | 1.85 ألف                                                   |
| الناتج المحلي الإجمالي للفرد دولار أمريكي                 | 8.42 ألف     |                                                            |
| مؤشر التنمية البشرية                                      | 0.715        | 0.591                                                      |
| رمز المكالمات الدولي                                      | +501         | +242                                                       |
| رمز الإنترنت                                              | .bz          | .cg                                                        |
| المنطقة الزمنية                                           | 00           | ت ع م+01:00                                                |

## منظمات دولية مشتركة
يشترك البلدان في عضوية مجموعة من المنظمات الدولية، منها:
| علم المنظمة | اسم المنظمة                                 | تاريخ انضمام بليز | تاريخ انضمام جمهورية الكونغو |
| ----------- | ------------------------------------------- | ----------------- | ---------------------------- |
|             | البنك الدولي للإنشاء والتعمير               | 19 مارس 1982      | 10 يوليو 1963                |
|             | يونسكو                                      | 10 مايو 1982      | 24 أكتوبر 1960               |
|             | منظمة التجارة العالمية                      | ?                 | ?                            |
|             | وكالة ضمان الاستثمار متعدد الأطراف          | 29 يونيو 1992     | 16 أكتوبر 1991               |
|             | منظمة الشرطة الجنائية الدولية               | ?                 | ?                            |
|             | مؤسسة التمويل الدولية                       | 19 مارس 1982      | 1 أكتوبر 1980                |
|             | الأمم المتحدة                               | 25 سبتمبر 1981    | 20 سبتمبر 1960               |
|             | مجموعة دول أفريقيا والكاريبي والمحيط الهادئ | ?                 | ?                            |
|             | مؤسسة التنمية الدولية                       | 19 مارس 1982      | 8 نوفمبر 1963                |
|             | الفريق المعني برصد الأرض                    | ?                 | ?                            |
|             | منظمة حظر الأسلحة الكيميائية                | ?                 | ?                            |

## وصلات خارجية
- موقع وزارة الخارجية البليزية